# Wanetsi
Waṇētsī (Paschtu: وڼېڅي), auch genannt Tarino (Paschtu: ترينو), Chalgarī (Paschtu: څلګري) oder Waneci, ist ein paschtunischer Dialekt, die von einer kleinen Minderheit in Pakistan und Afghanistan, in erster Linie in Harnai und Sanjawi östlich von Quetta im nördlichen Belutschistan, gesprochen wird. Wanetsi hat einige Ähnlichkeiten mit der Munji und anderen ostiranischen Sprachen.

## Unterschiede zu Kandahari-Paschtu und anderen indogermanischen Sprachen
| Deutsch        | Wanetsi                 | Kandahari-Paschtu | Latein                 | Englisch       |
| -------------- | ----------------------- | ----------------- | ---------------------- | -------------- |
| Hundert        | sī                      | səl               | Centum                 | hundred        |
| Zwanzig        | šwī                     | šəl               | Viginti                | twenty         |
| von            | agha/gha (postposition) | da (preposition)  | a                      | of             |
| wir            | mōš                     | muẓ̌               | nos (Verbendung: -mos) | we             |
| Vater          | piyār                   | plār              | pater                  | father         |
| Bär            | yirž                    | yiẓ̌               | ursus                  | baer           |
| durstig        | tərža                   | təẓ̌ay             | sitio                  | thirsty        |
| heiß           | tōw, tōwa               | tod, tawda        | claidi                 | hit            |
| Weizen         | ğandəm                  | ğanəm             | triticum               | wheat          |
| Monat          | māst                    | myāst             | mensis                 | month          |
| Achtzig        | atā                     | atyā              | octoginta              | eighty         |
| Kamm           | wžəndz                  | ẓ̌mundz            |                        | comb           |
| Nadel          | sunzən                  | stən              |                        | needle         |
| Decke          | brēstəṇ                 | bṛastən           | laquearia              | quilt          |
| sich hinsetzen | činostang               | kṣ̌enāstəl         | sedere                 | to sit         |
| sagen, rufen   | vayang                  | vayəl             | vocare, dicere         | to say/to call |
| Ich mache      | ze kī                   | zə kawəm          | facio                  | to do          |

Bei einigen Vokabeln kann man auch erkennen, dass die Wörter den gleichen indogermanischen Ursprung wie lateinische oder englische Wörter haben.

### Beispiele für Sätze, die den Unterschied der Dialekte zeigen
| Wanetsi                                                                         | Kandahari                                                                      | Übersetzung                                    |
| ------------------------------------------------------------------------------- | ------------------------------------------------------------------------------ | ---------------------------------------------- |
| اندي وګوړي چي موښ پيار غه څټ لېژدي وي indī waguṛī čī mōš piyār ğa tsaṭ lēždī wī | په دې کلي کې زموږ د پلار ډېر غويان وو pə de kəli ke zmuẓ̌ da plār ḍer ğwayān wu | In diesem Dorf hatte unser Vater viele Bullen. |
| شمزې و خوارږه شوې مي دې غوزين šamze o xwāržə šwe mī de ğōzīn                    | شلومبې او خوږې شيدې هم چښي šlombe aw xwaẓ̌e šide ham čṣ̌i                        | [Sie] trinken auch Buttermilch und süße Milch. |